# Deggael
Deggael – czwarty minialbum fińskiego zespołu heavymetalowego Babylon Whores wydany we wrześniu 1998 roku przez wytwórnie Misantrophy i Heroine Records (później licencję uzyskała wytwórnia Spinefarm Records). Album zawiera teledysk do utworu "In Arcadia Ego", pochodzącego z poprzedniego albumu - Cold Heaven.

## Twórcy
- Jake Babylon — gitara basowa
- Kouta — perkusja
- Antti Litmanen — gitara
- Ewo Meichem — gitara
- Ike Vil — instrumenty klawiszowe, śpiew

## Lista utworów
1. "Dog Star α" (Ike Vil) – 0:33
2. "Sol Niger" (Antti Litmanen, Vil) – 3:56
3. "Somniferum" (Vil) – 4:05
4. "Omega Therion" (Litmanen, Vil) – 3:55
5. "Emerald Green" (Jake Babylon, Vil) – 3:42
6. "Deggael: A Rat's God" (Vil) – 4:45